# 巴勒斯坦阿拉伯阵线
巴勒斯坦阿拉伯阵线（阿拉伯语：‎，羅馬化：Al-Jabhet Al-'Arabiya Al-Falestiniyeh），简称巴阿阵，是巴勒斯坦的一个小型左翼政党。该党成立于1993年，分裂自阿拉伯解放阵线。该党奉行巴勒斯坦民族主义、泛阿拉伯主义、社会主义。该党是巴勒斯坦解放组织的成员。